# Лозинский, Мирон Онуфриевич
Мирон Онуфриевич Лозинский (22 августа 1933, Куликов — 19 января 2011, Киев) — советский и украинский учёный в области химии биологически активных веществ, доктор химических наук (с 1973 года), профессор (с 1988 года), член-корреспондент АН УССР (с 1990 года), академик Национальной академии наук Украины (с 7 апреля 2000 года). Директор Института органической химии НАН Украины.

## Биография
Родился 22 августа 1933 года в поселке городского типа Куликове (ныне — Львовский район Львовской области).
В 1956 году окончил химико-технологический факультет Львовского политехнического института.
С 1956 по 1958 год работал в городе Рубежном Ворошиловградской области (научно-исследовательский институт органических продуктов и красителей).
С 1958 года — в Институте органической химии АН УССР:
- в 1958-1961 годах — аспирант;
- в 1961-1965 годах — младший научный сотрудник;
- в 1965-1971 годах — старший научный сотрудник;
- в 1971-1975 годах — начальник отдела моделирования технологических процессов органического синтеза Опытного производства;
- в 1975-1980 годах — начальник центральной заводской лаборатории;
- с 1980 года — заведующий отделом химии БАР;
- в 1983-1998 годах — заместитель директора по научной работе;
- с 1998 года — директор института.

Умер 19 января 2011 года. Похоронен в Киеве на Байковом кладбище (участок № 49а).

## Научная и общественная деятельность
Автор 4 монографий, 370 научных работ, получил 270 авторских свидетельств и патентов на изобретения, 44 из которых внедрено в производство. Основные научные труды посвящены вопросам органической химии и технологии тонкого органического синтеза, реакциям рециклизации, химии гетероциклических соединений и конденсированных O-, N-, S-содержащих гетероциклических систем, выяснению природы взаимосвязи строения органических соединений и характера биологического действия и создание на этой основе новых лекарственных субстанций.
Под руководством и при непосредственном участии Н. А. Лозинского создано 12 новых марок термостабілізаторів и пластификаторов полимерных композиций на основе поливинилхлорида, внедрены в практику здравоохранения лекарственные препараты Адемол, Амбен, Бемити, Бефол, Мебифон, Декометоксин, Этоний.
Под его научным руководством защищено 11 кандидатских и одна докторская диссертации.
Был главным редактором «Журнала органической и фармацевтической химии», заместителем главного редактора «Украинского химического журнала», членом редакционных коллегий «Журнала органической химии» (Россия), «Фармацевтического журнала», «Вестника фармации», «Ukrainica Bioorganica Acta».

## Награды
Заслуженный деятель науки и техники Украины (с 2008 года), Doctor Honoris Causa Львовской политехники (с 2006 года), заслуженный изобретатель УССР (с 1982 года).
Награждён почетными грамотами Президиума Верховного Совета УССР (1988), Президиума НАН Украины и ЦК профсоюза работников НАН Украины (1983), орденом «За заслуги» ІІІ степени (2003), золотой медалью за вклад в науку и научное партнерство (Россия, 2002).